# Жананегіз
Жананегі́з (каз. Жаңанегіз) — село у складі Каркаралінського району Карагандинської області Казахстану. Входить до складу сільського округу Мартбека Мамираєва.
Населення — 85 осіб (2021; 151 у 2009, 201 у 1999, 223 у 1989).
Національний склад станом на 1989 рік:
- казахи — 100 %.